# Direction interrégionale des services pénitentiaires de Strasbourg
La direction interrégionale des services pénitentiaires de Strasbourg est un service déconcentré de l'administration pénitentiaire française chargé d'animer et de coordonner l'activité des 23 établissements pénitentiaires et des 9 services pénitentiaires d'insertion et de probation sur le territoire de la région Grand Est. Elle est l'une des dix directions interrégionales des services pénitentiaires présentes sur le territoire métropolitain et ultramarin.
Son ressort s'étend sur le plan administratif sur 10 départements (Bas-Rhin, Haut-Rhin, Marne, Haute-Marne, Ardennes, Aube, Meuse, Moselle, Meurthe-et-Moselle et Vosges) et sur la carte judiciaire sur 5 ressorts de cour d'appel (Colmar, Dijon, Metz, Nancy et Reims).

## Organisation
Le siège de la direction interrégionale des services pénitentiaires de Strasbourg est situé 19 rue Eugène Delacroix, à Strasbourg (Bas-Rhin).
Le directeur interrégional est Renaud Seveyras (nommé le 25 mars 2022), son adjointe est Gaëlle Verschaeve.

## Ressort

### Établissements pénitentiaires
La direction interrégionale des services pénitentiaires de Strasbourg est compétente pour coordonner l'activité des vingt-trois établissements pénitentiaires situés dans son ressort :

#### Maisons d'arrêt
- Maison d'arrêt de Bar-le-Duc
- Maison d'arrêt de Châlons-en-Champagne
- Maison d'arrêt de Charleville-Mézières
- Maison d'arrêt de Chaumont
- Maison d'arrêt d’Épinal
- Maison d'arrêt de Nancy-Maxéville
- Maison d'arrêt de Reims
- Maison d'arrêt de Sarreguemines
- Maison d'arrêt de Strasbourg

#### Centres de détention
- Centre de détention d'Ecrouves
- Centre de détention de Montmédy
- Centre de détention d'Oermingen
- Centre de détention de Saint-Mihiel
- Centre de détention de Toul
- Centre de détention de Villenauxe-la Grande

#### Centres de semi-liberté
- Centre de semi-liberté de Maxéville
- Centre de semi-liberté de Souffelweyersheim
- Centre de semi-liberté du Val de Briey

#### Centres pénitentiaires
- Centre pénitentiaire de Metz
- Centre pénitentiaire de Mulhouse-Lutterbach
- Centre pénitentiaire de Troyes-Lavau

#### Structure d'accompagnement vers la sortie
- Structure d'accompagnement vers la sortie de Colmar

#### Maisons centrales
- Maison centrale d'Ensisheim

### Anciens établissements pénitentiaires
- Maison d'arrêt de Nancy fermée en juin 2009
- Maison d'arrêt de Colmar fermée en Juin 2021
- Maison d'arrêt de Mulhouse fermée en novembre 2021
- Maison d'arrêt de Troyes fermée en décembre 2023

### Services pénitentiaires d'insertion et de probation

#### Sièges
La direction interrégionale des services pénitentiaires de Strasbourg est compétente pour coordonner l'activité de ses dix services pénitentiaires d'insertion et de probation dont les sièges départementaux sont situés à Châlons-en-Champagne, Charleville-Mézières, Chaumont, Colmar, Épinal, Metz, Nancy, Strasbourg, Troyes et Bar-le-Duc.

#### Antennes ou résidences administratives
La direction interrégionale des services pénitentiaires de Strasbourg est également compétente pour coordonner l'activité des antennes ou résidences administratives des services pénitentiaires d'insertion et de probation situées à Bar-le-Duc, Châlons-en-Champagne, Clairvaux, Colmar, Ensisheim, Epinal, Metz, Montmedy, Mulhouse, Nancy, Reims, Saint-Dié-des-Vosges, Saint-Mihiel, Sarreguemines, Saverne-Oermingen, Strasbourg, Thionville, Toul-Ecrouves, Troyes, Val de Briey, Verdun et Villenauxe-la-Grande.